# Liste der Gedenktafeln in Berlin-Hansaviertel
Die Liste der Gedenktafeln in Berlin-Hansaviertel enthält die Namen, Standorte und, soweit bekannt, das Datum der Enthüllung von Gedenktafeln.
Die Liste ist nicht vollständig.

## Hansaviertel
| Bild | Name                                       | Standort              | Datum der Enthüllung                          |
| ---- | ------------------------------------------ | --------------------- | --------------------------------------------- |
|      | Adass Jisroel                              | Siegmunds Hof 11      |                                               |
|      | Alvar Aalto                                | Klopstockstraße 30    |                                               |
|      | Marianne Awerbuch                          | Holsteiner Ufer 18–20 |                                               |
|      | Luciano Baldessari                         | Bartningallee 5       |                                               |
|      | Bruno Grimmek, Hansa Grundschule           | Lessingstraße 5       |                                               |
|      | Lovis Corinth                              | Klopstockstraße 25    | Tafel wurde am 30. November 2022 ausgetauscht |
|      | Lovis Corinth und Charlotte Berend-Corinth | Klopstockstraße 25    | ausgetauschte Tafel vom 30. November 2022     |
|      | Albrecht von Graefe                        | Händelallee           |                                               |
|      | Witold Gombrowicz                          | Bartningallee 11      |                                               |
|      | Albrecht von Graefe                        | Händelallee           |                                               |
|      | Hansabibliothek                            | Altonaer Straße 15    |                                               |
|      | Hansabibliothek                            | Altonaer Straße 15    |                                               |
|      | Hansaviertel                               | Hansaplatz            |                                               |
|      | Adass Jisroel                              | Siegmunds Hof 11      |                                               |
|      | jüdische Bewohner                          | Hansaplatz            |                                               |
|      | Berto Lardera                              | Altonaer Straße 9     |                                               |
|      | Ludwig Lemmer                              | Händelallee 20        |                                               |
|      | Meerbaum Haus                              | Siegmunds Hof 20      |                                               |
|      | Parlament der Bäume                        | Joseph-Haydn-Straße 1 |                                               |
|      | Henry H. Reichhold                         | Hanseatenweg 10       |                                               |
|      | Nelly Sachs                                | Lessingstraße 5       |                                               |
|      | Paul Schneider-Esleben                     | Klopstockstraße 25    |                                               |
|      | Synagoge Moabit                            | Lessingstraße 6       |                                               |
|      | Kurt Weill                                 | Altonaer Straße 22    |                                               |
|      | Zwangsräume                                | Bartningallee 7       |                                               |